# Taichi Takeda
Taichi Takeda (japanisch 武田 太一 Takeda Taichi; * 22. April 1997 in Katano, Präfektur Osaka) ist ein japanischer Fußballspieler.

## Karriere
Taichi Takeda erlernte das Fußballspielen in den Jugendmannschaften des Hirakata FC und Gamba Osaka sowie in der Universitätsmannschaft der Waseda-Universität. Seinen ersten Profivertrag unterschrieb er am 1. Februar 2020 bei Tokushima Vortis. Der Verein aus Tokushima, einer Großstadt in der gleichnamigen Präfektur Tokushima auf der Insel Shikoku, spielte in der zweiten japanischen Liga, der J2 League. Ende 2020 feierte er mit dem Verein die Meisterschaft und den Aufstieg in die erste Liga. Im Februar 2021 wechselte er auf Leihbasis zum Drittligisten AC Nagano Parceiro nach Nagano. Sein Drittligadebüt gab Taichi Takeda am 10. April 2021 (5. Spieltag) im Auswärtsspiel gegen Fujieda MYFC. Hier wurde er in der 73. Minute für Yūki Morikawa eingewechselt. Insgesamt absolvierte er 2021 sechs Drittligaspiele. Nach Ende der Ausleihe wurde er im Februar 2022 direkt an den Viertligisten FC Osaka ausgeliehen. Am Ende der Saison wurde er mit Osaka Vizemeister der vierten Liga und stieg somit in die dritte Liga auf. Nach der Ausleihe wurde Takeda vom FC Osaka fest unter Vertrag genommen.

## Erfolge
Tokushima Vortis
- Japanischer Zweitligameister: 2020  ▲